# Liste der brasilianischen Botschafter in China
Die brasilianische Botschaft befindet sich in der Guanghua Lu 27 Peking
Der brasilianische Botschafter in Peking ist regelmäßig auch bei der Regierung in Ulaanbaatar akkreditiert.
| Ernannt       | Name                                     | Bemerkungen | ernannt während der Regierung von    | akkreditiert während der Regierung von | Posten verlassen |
| ------------- | ---------------------------------------- | --- | ------------------------------------ | -------------------------------------- | ---------------- |
| 8. Okt. 1917  | Alfredo de Almeida Brandão               | | Venceslau Brás Pereira Gomes         | Yuan Shikai                            | 1. Feb. 1919     |
| 1919          | Labienno Salgado dos Santos              | Geschäftsträger 15. Okt. 1929 – 8. Feb. 1939: Geschäftsträger in Bukarest | Epitácio da Silva Pessoa             | Xu Shichang                            | 1920             |
| 6. Mai 1920   | José de Paula Rodrigues Alves            | (* 1895 in Guaratinguetá † 5. Mai 1944 in Buenos Aires) Erlitt am 4. Mai 1944 eine tödliche Hirnblutung. | Epitácio da Silva Pessoa             | Xu Shichang                            | 16. Juni 1921    |
| 17. Juni 1921 | Hipolito Pacheco Alves d’Araújo          | | Epitácio da Silva Pessoa             | Xu Shichang                            | 6. Nov. 1922     |
| 6. Nov. 1922  |                                          | Schutzmacht Portugal | Artur da Silva Bernardes             | Xu Shichang                            | 23. Juli 1923    |
| 23. Juli 1923 | Mauricio Wanderley de Araujo Pinho       | Geschäftsträger | Artur da Silva Bernardes             | Xu Shichang                            | 15. Aug. 1923    |
| 1923          | Godofredo de Bulhões                     | Geschäftsträger († 17. September 1924). | Artur da Silva Bernardes             | Xu Shichang                            | 1924             |
| 1924          |                                          | Schutzmacht USA | Artur da Silva Bernardes             | Xu Shichang                            | 1927             |
| 24. Jan. 1927 | Arminio de Mello Franco                  | | Washington Luís Pereira de Sousa     | Wang Jingwei                           | 2. Apr. 1926     |
| 1928          | Pedro Eugenio Soares                     | Geschäftsträger | Washington Luís Pereira de Sousa     | Chiang Kai-shek                        | 1932             |
| 27. März 1932 | Pedro Leão Velloso                       | | Getúlio Vargas                       | Lin Sen                                |                  |
| 1935          | João Ruy Barbosa                         | Geschäftsträger | Getúlio Vargas                       | Lin Sen                                | 1936             |
| 6. Feb. 1936  | Renato de Lacerda Lago                   | | Getúlio Vargas                       | Lin Sen                                | 28. Jan. 1942    |
| 29. Jan. 1942 |                                          | ohne diplomatische Vertretung | Getúlio Vargas                       | Wang Jingwei                           | 25. Mai 1944     |
| 26. Mai 1944  | Joaquim Eulálio do Mascimento e Silva    | wurde am 12. Juni 1944 akkreditiert | Getúlio Vargas                       | Chiang Kai-shek                        | 31. Aug. 1946    |
| 1947          | José Oswaldo do Meira Penna              | Geschäftsträger | Eurico Gaspar Dutra                  | Chiang Kai-shek                        | 1948             |
| 5. Nov. 1946  | Gastão Paranhos do Rio Branco            | | Eurico Gaspar Dutra                  | Chiang Kai-shek                        | 29. Apr. 1952    |
| 1952          | Oswaldo Tavares                          | Geschäftsträger 1948: Geschäftsträger in Neu-Delhi | Getúlio Vargas                       | Chiang Kai-shek                        |                  |
| 17. Dez. 1952 | Gastão Paranhos do Rio Branco            | | Getúlio Vargas                       | Chiang Kai-shek                        | 30. Aug. 1953    |
| 1953          | Raul Henrique Castro e Silva de Vincenzi | Geschäftsträger | Getúlio Vargas                       | Chiang Kai-shek                        | 1954             |
| 1954          | Leonardo Eulálio do Nascimento e Silva   | Geschäftsträger | João Café Filho                      | Chiang Kai-shek                        |                  |
| 4. Sep. 1954  | Labieno Salgado dos Santos               | | João Café Filho                      | Chiang Kai-shek                        | 15. Jan. 1959    |
| 1959          | Annibal Ferraz Graça                     | Geschäftsträger | Juscelino Kubitschek                 | Chiang Kai-shek                        | 1960             |
| 1960          | Roberto Jorge dos Guimarães Bastos       | Geschäftsträger | Juscelino Kubitschek                 | Chiang Kai-shek                        |                  |
| 1960          | Annibal Ferraz Graça                     | Geschäftsträger | Juscelino Kubitschek                 | Chiang Kai-shek                        |                  |
| 1960          | João Batista Pereira                     | Geschäftsträger | Juscelino Kubitschek                 | Chiang Kai-shek                        | 1961             |
| 1961          | Hygas Chagas Pereira                     | Geschäftsträger | Jânio Quadros                        | Chiang Kai-shek                        | 1963             |
| 1963          | Wilson Sidney Lobato                     | Geschäftsträger | João Goulart                         | Chiang Kai-shek                        | 1964             |
| 10. Jan. 1964 | Milton Telles Ribeiro                    | | João Goulart                         | Chiang Kai-shek                        | 23. Jan. 1969    |
| 1969          | Paulo Guilherme Villas Boas Castro       | Geschäftsträger | Emílio Garrastazu Médici             | Chiang Kai-shek                        |                  |
| 7. Apr. 1969  | Lauro Muller Neto                        | († 20. November 1971 bei den Penghu-Inseln) starb mit 16 weiteren Passagieren und acht Besatzungsmitgliedern beim Absturz einer China Airlines Sud Aviation Caravelle von Taipei International Airport nach Hongkong | Emílio Garrastazu Médici             | Chiang Kai-shek                        | 20. Nov. 1971    |
| 1972          | Paulo Dyrceu Pinheiro                    | Geschäftsträger 1990–1996: Botschafter in Islamabad | Emílio Garrastazu Médici             | Chiang Kai-shek                        | 1973             |
| 15. Aug. 1974 | Aluísio Napoleão de Freitas Rego         | Peking | Ernesto Geisel                       | Dong Biwu                              | 1. Jan. 1975     |
| 1. Jan. 1975  | Ruy Alejandro Távora                     | Geschäftsträger | Ernesto Geisel                       | Zhu De                                 | 16. Feb. 1975    |
| 17. Feb. 1975 | Alonso Emilio de Alencastro Massoi       | Geschäftsträger | Ernesto Geisel                       | Zhu De                                 | 20. Feb. 1975    |
| 21. Feb. 1975 | Ruy Alejandro Távora                     | Geschäftsträger | Ernesto Geisel                       | Zhu De                                 | 10. Juli 1975    |
| 11. Juli 1975 | Sérgio Luiz Portella de Aguiar           | | Ernesto Geisel                       | Zhu De                                 | 31. Dez. 1975    |
| 1976          | Aluísio Napoleão de Freitas Rego         | | Ernesto Geisel                       | Song Qingling                          | 1981             |
| 1982          | Ítalo Zappa                              | | João Baptista de Oliveira Figueiredo | Ye Jianying                            | 1986             |
| 1989          | Roberto Abdenur                          | | José Sarney                          | Yang Shangkun                          | 1993             |
| 16. Feb. 1995 | João Augusto de Médicis                  | († 14. April 2004) 1991–1993: Botschafter in Warschau | Fernando Henrique Cardoso            | Jiang Zemin                            |                  |
| 29. Apr. 1996 | Sergio de Queiroz Duarte                 | 1999: Botschafter in Wien | Fernando Henrique Cardoso            | Jiang Zemin                            | 1999             |
| 1999          | Affonso Celso de Ouro-Preto              | [ 5 ] | Fernando Henrique Cardoso            | Jiang Zemin                            | 2003             |
| 22. Juli 2005 | Luiz Augusto de Castro Neves             | [ 6 ] | Luiz Inácio Lula da Silva            | Hu Jintao                              |                  |
| 1. Okt. 2009  | Clodoaldo Hugueney Filho                 | | Luiz Inácio Lula da Silva            | Hu Jintao                              |                  |
| 19. März 2013 | Valdemar Carneiro Leão Neto              | [ 7 ] | Dilma Rousseff                       | Xi Jinping                             |                  |
| 14. Juli 2015 | Roberto Jaguaribe Gomes de Mattos        | | Dilma Rousseff                       | Xi Jinping                             |                  |